# Логор Херцогенбуш
Херцогенбуш је био концентрациони логор нацистичке Немачке, који се налазио у Холандији у граду Вугт у близини Хертогенбоса, главног града Северног Брабанта, од јануара 1943. до септембра 1944. У њему је било смештено око 31.000 затвореника: бораца отпора. , Јевреји, Цигани, хомосексуалци, Јеховини сведоци, шпекуланти, скитнице, таоци, међу њима су били мушкарци, жене и деца. 749 људи је умрло од глади, болести и злостављања, укључујући 329 припадника отпора који су стрељани.
Изградња логора започета је 1942. године и финансирана је из средстава заплењених од холандских Јевреја.
У јануару 1944. догодила се трагедија на територији концентрационог логора, чији су детаљи процурили иза бодљикаве жице: командант Адам Груневалд наредио је да 74 жене буду затворене у скученој ћелији на 14 сати. Испоставило се да је овај затвор био мучилиште. Пошто је трагедија наишла на критике јавности, нацисти су били приморани да Груневалда изведу пред суђење. За казну је послат на Источни фронт, где је и погинуо.
Концентрациони логор су у септембру 1944. године ослободиле јединице 4. тенковске дивизије (Канада). Првих година по завршетку окупације коришћена је за држање ратних злочинаца и колаборациониста.
Команданти концентрационих логора:
- јануар-октобар 1943. – Карл Хмељевски
- октобар 1943 – јануар 1944 – Адам Груневалд
- фебруар – септембар 1944 – Ханс Хутиг